# 渋谷ブランニューデイズ
『渋谷ブランニューデイズ』は、渋谷区役所の駐車場で寝泊まりする路上生活者たちのコミュニティを、1年半にわたって追ったドキュメンタリー作品。VJUビデオジャーナリストユニオン代表で1994年から野宿者問題に取り組んできた遠藤大輔による日本映画である。

## 概要
2009年、東京。派遣労働者の宮沢徹雄さんは、仕事と住まいを失って、路上生活に陥った。半年後、あてもなく町をさまよい続けた宮沢さんが見つけたのは、渋谷区役所の駐車場、通称「ちかちゅう」だった。多い時で50人ほどが寝泊まりするこの場所では、お互いが励まし合い、食料をわかちあう小さなコミュニティが存在していた。しかし、渋谷区は駐車場の夜間・休日閉鎖を宣言し、宮沢さんたちに危機が迫る。80人が野宿していた宮下公園も工事で封鎖され、商業施設の多い渋谷の街で雨をしのげる場所は貴重であった。宮沢さんは野宿者仲間とともに、自分たちの大切な居場所を守ろうと立ち上がる。